# Rajnai Zoltán (jégkorongozó)
Rajnai Zoltán (? – ?) magyar jégkorongozó.
Részt vett az 1930-as jégkorong-világbajnokságon a magyar jégkorong-válogatott tagjaként. A csapat a 6. helyen végzett.